# Gavotte der Königin
Die Gavotte der Königin ist eine Komposition von Johann Strauss Sohn (op. 391). Sie wurde am 12. Dezember 1880 im Konzertsaal des Wiener Musikvereins unter der Leitung von Eduard Strauß erstmals aufgeführt.